# 흑산초등학교 만재분교
흑산초등학교 만재분교는 대한민국 전라남도 신안군 흑산면 만재도리에 있었던 초등학교이다.

## 연혁
- 1949년 11월 30일 진도군 만재공립국민학교 개교
- 일자미상 만재국민학교 개칭
- 1967년 4월 1일 도서벽지학교 '갑'급 지정
- 1968년 5월 1일 도서벽지학교 '갑'급 재지정
- 1975년 8월 1일 도서벽지학교 '갑'급 재지정
- 1979년 2월 1일 도서벽지학교 '특'급 조정
- 1982년 3월 1일 도서벽지학교 '갑'급 조정
- 1983년 2월 15일 신안군 만재국민학교 개편
- 1985년 3월 1일 흑산국민학교 만재분교장 격하 편입
- 1986년 1월 1일 도서벽지학교 '가'급 조정
- 1996년 3월 1일 흑산초등학교 만재분교 개칭
- 2005년 9월 1일 폐교 및 흑산초등학교 통폐합